# Stanley Schmidt
Stanley Schmidt (Cincinnati, 7 de marzo de 1944) es un editor y escritor del género de la ciencia ficción. Ha sido editor de la revista Analog Science Fiction and Fact desde el año 1978 hasta 2012, y ha publicado diversas antologías de relatos que han aparecido en dicha publicación.
Schmidt se graduó en física en la Universidad de Cincinnati en 1966 y finalizó su doctorado en la Case Western Reserve University en 1969. Fue profesor en la Universidad de Heidelberg en Tiffin, Ohio, donde enseñó física, astronomía y ciencias. También ha ocupado diversos cargos en el Consejo Consultivo de la National Space Society y en el Salón de la Fama de la Ciencia Ficción.
Ha recibido varias nominaciones para el Premio Hugo al mejor editor profesional —ininterrumplidamente desde 1980 hasta 2006— y al mismo galardón pero en la categoría mejor editor formato corto —ininterrumplidamente desde 2007 hasta 2011&mdash, aunque nunca lo ha ganado. En 1998 fue el invitado de honor de la Convención mundial de ciencia ficción de Baltimore, Maryland.
Publicó su primer cuento con el título A Flash of Darkness en 1968, mientras que su primera novela The Sins of the Fathers apareció en tres números de Analog durante 1973.

## Obras selectas
Novelas
- The Sins of the Fathers (1973)
- Newton and the Quasi-Apple (1975)
- Tweedlioop (1986)
- Argonaut (2002)

Antologías
- Lifeboat Earth (1978)
- Islands in the Sky: Bold New Ideas for Colonizing Space (1996) con Robert Zubrin
- Roads Not Taken: Tales of Alternate History (1998) con Gardner Dozois
- Generation Gap and Other Stories (2002)

No ficción
- Aliens and Alien Societies: A Writer's Guide to Creating Extraterrestrial Life-Forms (1996)
- Which Way to the Future? (2001)